# Victoria & Alfred Waterfront

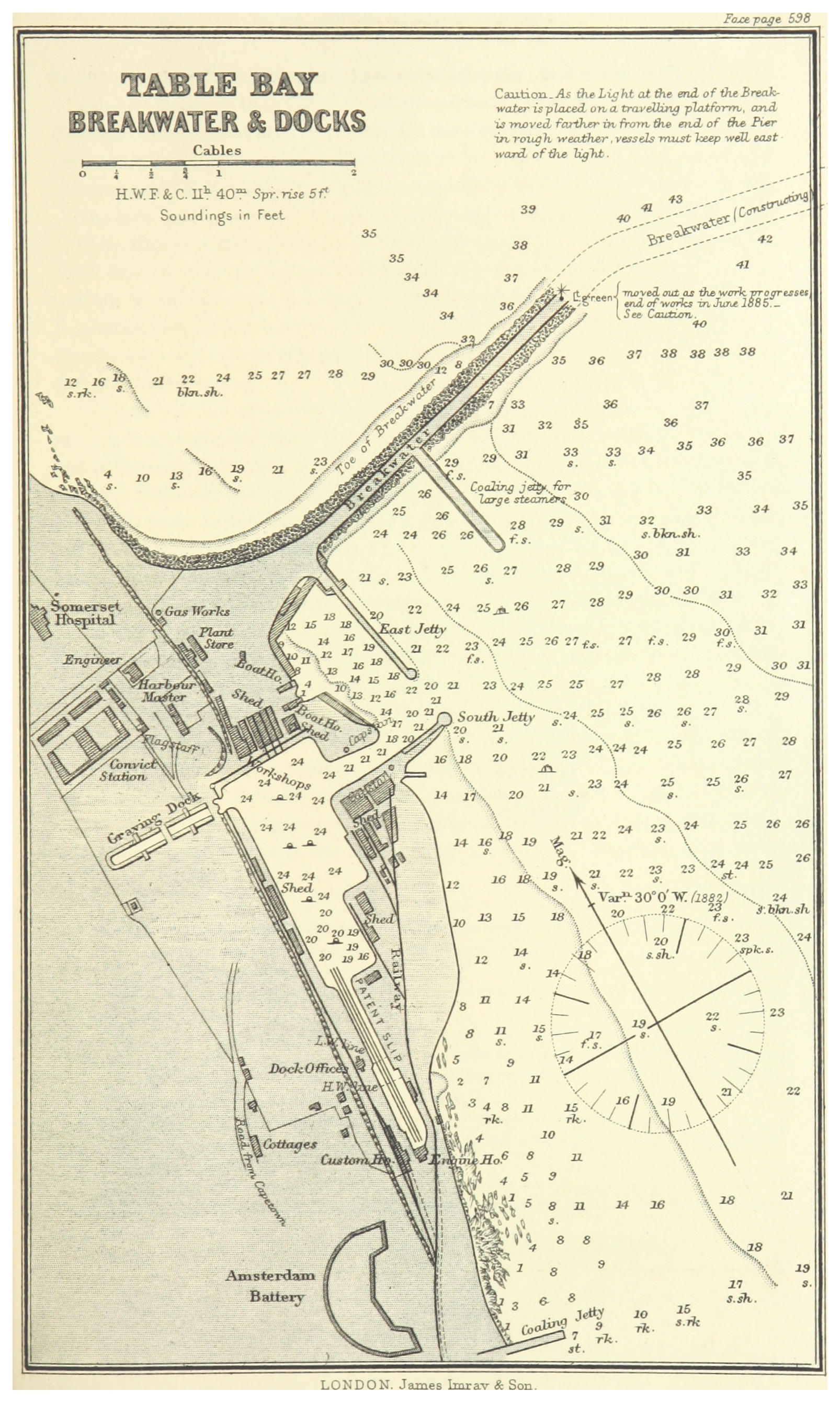
Karte der Hafen- und Werftanlagen (Stand 1884)

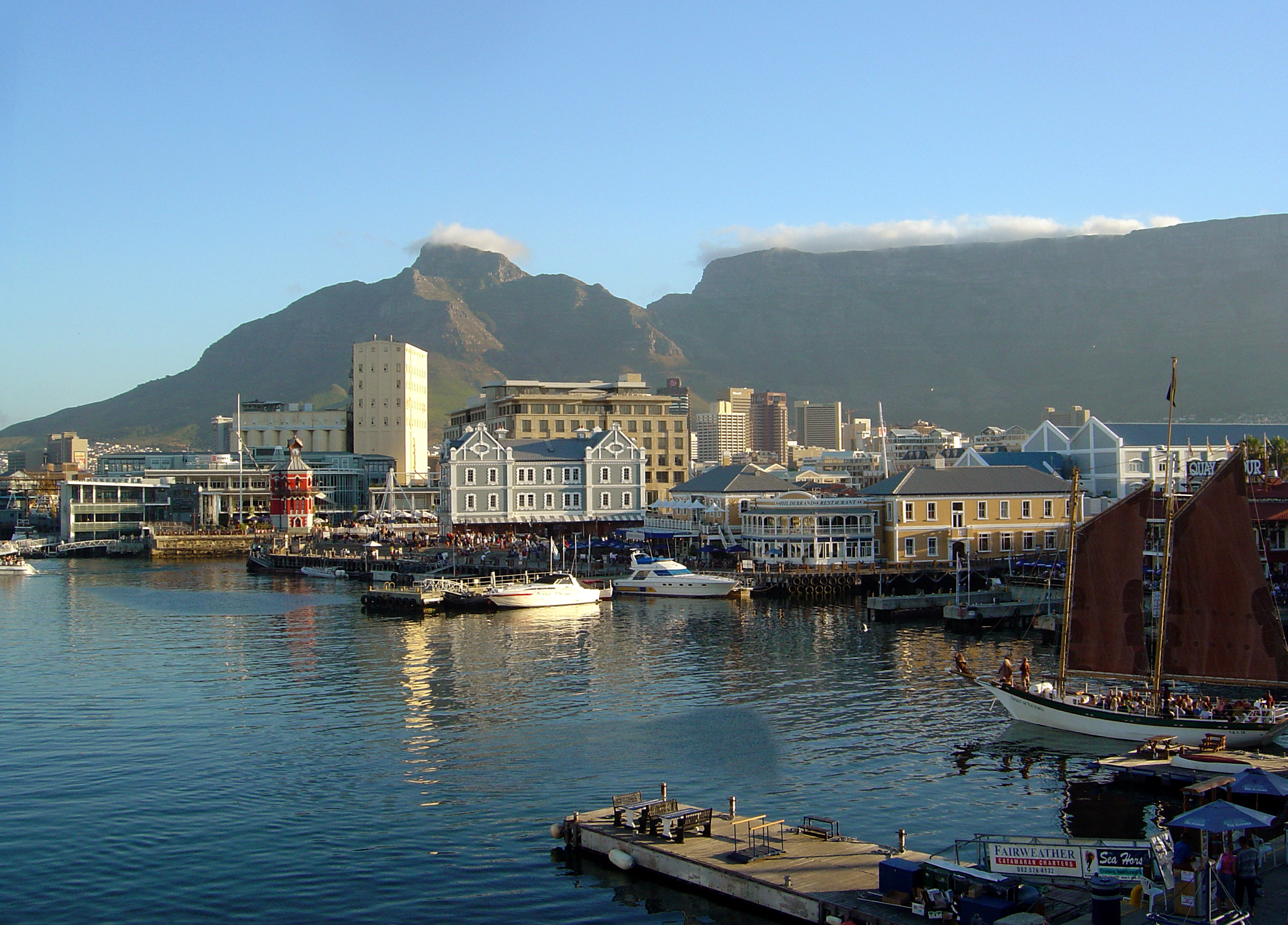
Blick von der Waterfront über Kapstadt hin zu Devil’s Peak und Tafelberg

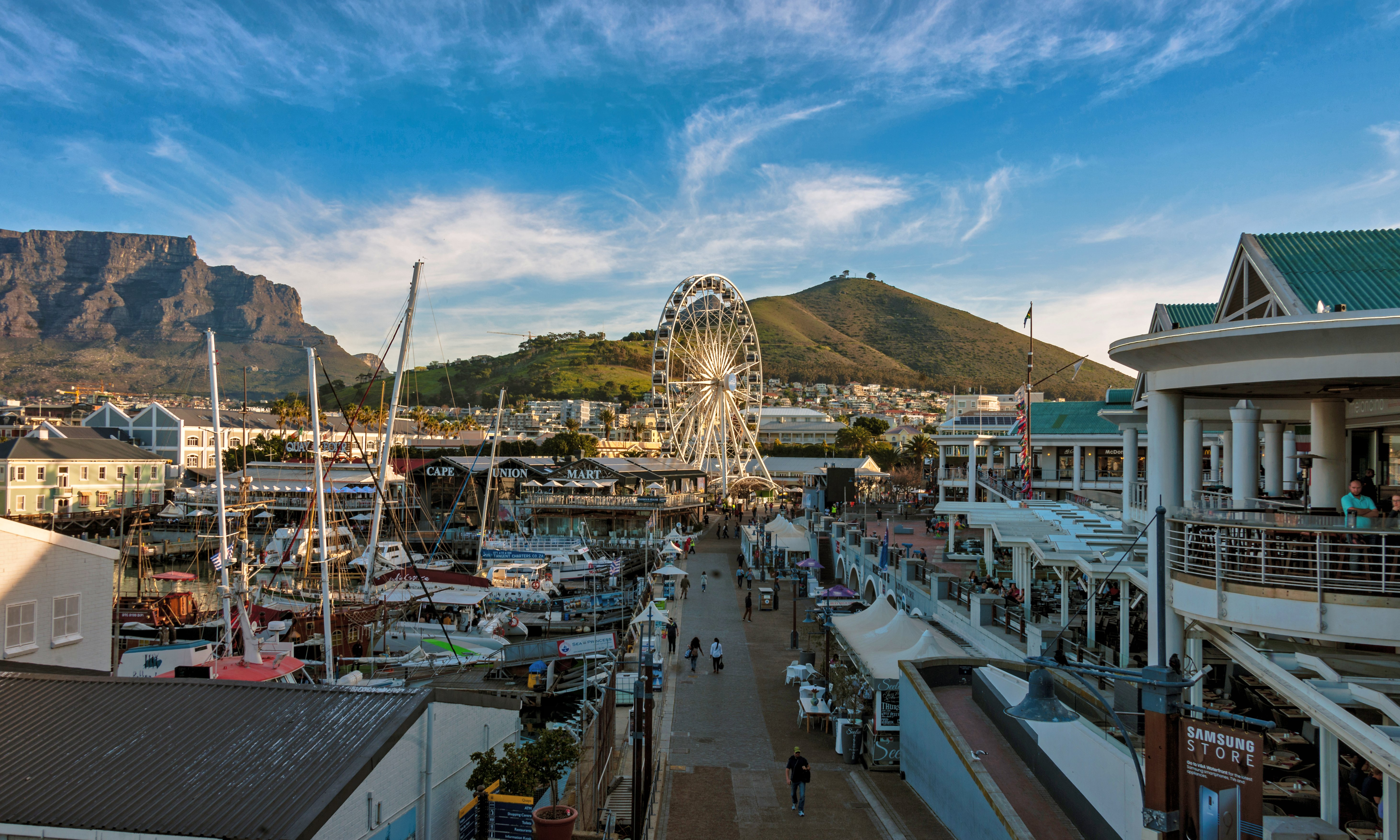
Häuserszene an der Waterfront mit Blick zum Signal Hill

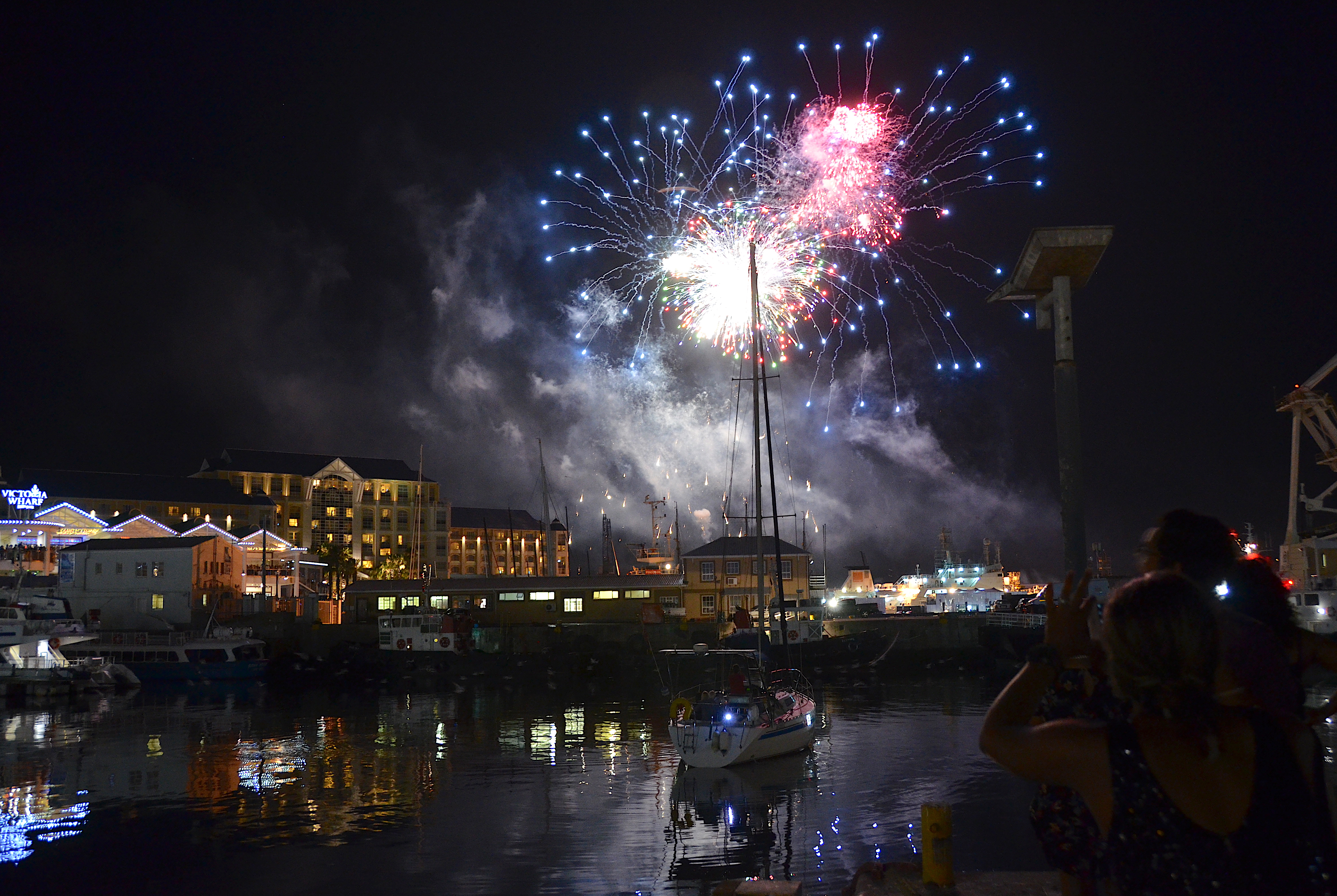
Silvester an der V&A Waterfront in Kapstadt, links das Luxushotel Table Bay Hotel (2017)

Die Victoria & Alfred Waterfront (kurz: V&A Waterfront) ist eine Waterfront, bestehend aus einem restaurierten Werft- und Hafenviertel rund um die beiden historischen Becken des Hafens von Kapstadt in Südafrika.

## Geschichte
Die beiden Becken in der Tafelbucht des Atlantischen Ozeans wurden 1870 und 1905 in Betrieb genommen und erhielten ihre Namen zu Ehren der britischen Königin Victoria und ihres zweiten Sohnes, Prinz Alfred, der anlässlich einer Reise durch die britischen Kolonien 1860 den Grundstein für die über einen Kilometer lange Wellenbrecher-Mauer vor den Hafenbecken gelegt hatte.
1990 lagen nach einem weitgehenden Boykott des Hafens während der Zeit der Apartheid weite Hafenbezirke brach. In Zusammenarbeit mit örtlichen Investoren begann die Stadtverwaltung, eine neue Infrastruktur zu erstellen. In kurzer Zeit wurden die alten Gebäude restauriert und nahmen ein Einkaufszentrum, kleine Museen und Raritätenläden, eine Brauerei und zahlreiche gastronomische Einrichtungen in sich auf. Darüber hinaus wurden stilistisch angepasste Hotels, exklusive Appartement- und Bürohäuser neu errichtet sowie große Parkplätze, ein Yachthafen und ein kleines Amphitheater angelegt. Schon 1995 gab es mehr als 15 Millionen Besucher aus aller Welt. Im Dezember 2003 wurde der Nobel Square mit Skulpturen der vier südafrikanischen Friedensnobelpreisträger eingeweiht.
Mitte 2006 entschieden sich die Inhaber der Waterfront, Transnet und die unternehmenseigenen Altersvorsorgefonds, zu verkaufen. Ein Konsortium aus verschiedenen Unternehmen, mit Hauptanteilseigner aus Dubai, kauften sie für 7,04 Milliarden Rand (rund 700 Millionen Euro zur Zeit des Verkaufs). Insgesamt hatten sich neun Bewerber für den Kauf qualifiziert, es wurde aber zu Gunsten des L&R (London & Regional) Consortiums entschieden, da seine Anteilseigner bereits Erfahrungen mit ähnlichen Projekten wie dem The Palm, The World und der Dubai Waterfront in Dubai hatten.
Da in Südafrika das Black Economic Empowerment bei jeder Übernahme beachtet werden muss, wurde bei der Zusammensetzung des Eigentümerkonsortiums auf die Mitgliedschaft schwarzer Personen und Unternehmen in schwarzer Hand gesetzt. Insgesamt stellt es sich wie folgt zusammen: Istithmar PJSC, ein internationales Immobilienunternehmen, London & Regional Group Holdings, und 23,1 Prozent gehen an schwarze Eigentümer und weitere zwei Prozent kommen den schwarzen Angestellten der Waterfront zugute.
Im Land wurde der Verkauf kritisiert, da die Waterfront als die Prestigeimmobilie Südafrikas gilt und an ausländische Investoren verkauft wurde.
Nach weniger als fünf Jahren wurde sie am 14. Februar 2011 wiederum verkauft. Sie ging für 9,7 Milliarden Rand (rund 980 Millionen Euro zur Zeit des Verkaufs) zu gleichen Teilen an die südafrikanische Investmentgesellschaft Growthpoint und die staatliche Pensionsgesellschaft Public Investment Corporation (PIC) über.
2014 begann die Umgestaltung eines Silogebäudes, das am 22. September 2017 als Zeitz Museum of Contemporary Art Africa eröffnet wurde.

## Betrieb
Es gibt vielfältige Freizeit- und Unterhaltungsmöglichkeiten in einer Atmosphäre zwischen Straßenmusikanten, Laienschauspielern, Segelyachten, ein- und auslaufenden Ausflugs- und Fischerbooten sowie Frachtschiffen in dem weiterhin betriebenen Seehafen, in dem auch Werftarbeiten ausgeführt werden. Zu den Angeboten zählt das Two Oceans Aquarium. Es werden Helikopter-Rundflüge über die Stadt und über die Kap-Halbinsel angeboten. 